# 일본 물리학회
일본 물리학회 ( Physical Society of Japan, 日本物理学会)는 일본의 물리학자 단체이다. 대학 교수, 연구원, 교육자, 엔지니어 등 약 16,000명의 회원이 있다.
JPS의 기원은 1877년 일본 최초의 자연과학 학회인 도쿄 수학회(Tokyo Mathematical Society)의 설립으로 거슬러 올라간다. 1884년 도쿄수학물리학회, 1919년 일본물리수학회로 두 번 개명한 후, 결국 1946년에 2개로 분리되어 일본물리학회가 설립되었다. 윌슨 안개 상자의 개선에 대한 기여자로, 일본 물리수학회의 마지막 회장인 시미즈 다케오(清水武雄)가 JPS의 초대 회장이다.

## 목적
JPS의 주요 목적은 회원들의 연구 보고서를 출판하고 회원들에게 물리학과 관련된 시설을 제공하는 것이다.

## 상호 협정
JPS는 미국 물리학회, 독일 물리학회, 멕시코 물리학회, 한국 물리학회 등 7개의 물리학회와 상호협정을 체결하여 한 학회의 구성원이 동등한 파트너로 다른 학회의 활동에 참여할 수 있도록 하고 있다.

## 간행물
- 《일본물리학회지》
- 《이론물리학의 발전》

## 같이 보기
- 응용물리학 익스프레스
- 일본 응용물리학회
- 옵티컬 리뷰
- 일본 광학회
- 일본 수학회